# Drozdov (ort i Tjeckien, Mellersta Böhmen)
Drozdov är en ort i Tjeckien.   Den ligger i regionen Mellersta Böhmen, i den centrala delen av landet, 50 km sydväst om huvudstaden Prag. Drozdov ligger 394 meter över havet och antalet invånare är 655.
Terrängen runt Drozdov är kuperad åt nordost, men åt sydväst är den platt.Runt Drozdov är det ganska tätbefolkat, med 104 invånare per kvadratkilometer. Närmaste större samhälle är Beroun, 20,0 km nordost om Drozdov. I omgivningarna runt Drozdov växer i huvudsak blandskog.